# Edmund Gwenn
Edmund Gwenn, pseudonimo di Edmund Kellaway (Londra, 26 settembre 1877 – Los Angeles, 6 settembre 1959), è stato un attore britannico.

## Biografia
Vinse il premio Oscar al miglior attore non protagonista nel 1948 per l'interpretazione di Kris Kringle, l'uomo che sostiene di essere l'"autentico" Babbo Natale nel film Il miracolo della 34ª strada (1947). Nel 1941 partecipò al film Tutta una vita.

## Filmografia

### Cinema
- Unmarried, regia di Rex Wilson (1920)
- Fiamma d'amore (The Skin Game), regia di Alfred Hitchcock (1931)
- Quattrini a palate (Money for Nothing), regia di Monty Banks (1932)
- Ero una spia (I Was a Spy), regia di Victor Saville (1933)
- Vienna di Strauss (Waltzes from Vienna), regia di Alfred Hitchcock (1933)
- Il diavolo è femmina (Sylvia Scarlett), regia di George Cukor (1935)
- L'ombra che cammina (The Walking Dead), regia di Michael Curtiz (1936)
- Avorio nero (Anthony Adverse), regia di Mervyn LeRoy e, non accreditato, Michael Curtiz (1936)
- Parnell, regia di John M. Stahl (1937)
- La cavalcata delle follie (South Riding), regia di Victor Saville (1938)
- Un americano a Oxford (A Yank at Oxford), regia di Jack Conway (1938)
- Notte bianca (The Doctor Takes a Wife), regia di Alexander Hall (1940)
- Orgoglio e pregiudizio (Pride and Prejudice) regia di Robert Z. Leonard (1940)
- Il prigioniero di Amsterdam (Foreign Correspondent), regia di Alfred Hitchcock (1940)
- Tutta una vita (Cheers for Miss Bishop), regia di Tay Garnett (1941)
- Scotland Yard, regia di Norman Foster (1941)
- Il diavolo si converte (The Devil and Miss Jones), regia di Sam Wood (1941)
- Una notte a Lisbona (One Night in Lisbon), regia di Edward H. Griffith (1941)
- La zia di Carlo (Charley's Aunt), regia di Archie Mayo (1941)
- Un americano a Eton (A Yank at Eton), regia di Norman Taurog (1942)
- Per sempre e un giorno ancora (Forever and a Day), regia di Edmund Goulding, Cedric Hardwicke (1943)
- Torna a casa, Lassie! (Lassie Come Home), regia di Fred M. Wilcox (1943)
- Tra due mondi (Between Two Worlds), regia di Edward A. Blatt (1944)
- Le chiavi del paradiso (The Keys of the Kingdom), regia di John M. Stahl (1944)
- Demone bianco (Bewitched), regia di Arch Oboler (1945)
- La giocatrice (She Went to the Races), regia di Willis Goldbeck (1945)
- Schiavo d'amore (Of Human Bondage), regia di Edmund Goulding (1946)
- Tragico segreto (Undercurrent), regia di Vincente Minnelli (1946)
- Il miracolo della 34ª strada (Miracle on 34th Street), regia di George Seaton (1947)
- Vita col padre (Life with Father), regia di Michael Curtiz (1947)
- Tuono nella valle (Thunder in the Valley), regia di Louis King (1947)
- Il delfino verde (Green Dolphin Street), regia di Victor Saville (1947)
- Amore sotto i tetti (Apartment for Peggy), regia di George Seaton (1948)
- Casa mia (Hills of Home), regia di Fred M. Wilcox (1948)
- Il ritorno di Lassie (Challenge to Lassie), regia di Richard Thorpe (1949)
- Lo scandalo della sua vita (A Woman of Distinction), regia di Edward Buzzell (1950)
- Amo Luisa disperatamente (Louisa), regia di Alexander Hall (1950)
- L'imprendibile signor 880 (Mister 880), regia di Edmund Goulding (1950)
- Si può entrare? (For Heaven's Sake), regia di George Seaton (1950)
- L'espresso di Pechino (Peking Express), regia di William Dieterle (1951)
- Sally e i parenti picchiatelli (Sally and Saint Anne), regia di Rudolph Maté (1952)
- I miserabili (Les Misérables), regia di Lewis Milestone (1952)
- Allegri esploratori (Mister Scoutmaster), regia di Henry Levin (1953)
- La grande nebbia (The Bigamist), regia di Ida Lupino (1953)
- Il principe studente (The Student Prince), regia di Richard Thorpe e, non accreditato, Curtis Bernhardt (1954)
- Assalto alla Terra (Them!), regia di Gordon Douglas (1954)
- La congiura degli innocenti (The Trouble with Harry), regia di Alfred Hitchcock (1955)
- Calabuig, regia di Luis García Berlanga (1956)

### Televisione
- The Ford Television Theatre – serie TV, 2 episodi (1952-1954)
- The Star and the Story – serie TV, episodio 1x10 (1955)
- Scienza e fantasia (Science Fiction Theatre) – serie TV, episodi 1x14-1x22 (1955)
- Alfred Hitchcock presenta (Alfred Hitchcock Presents) – serie TV, episodio 2x36 (1957)

## Teatro
- What Every Woman Knows (Londra, prima 3 settembre 1908)

## Riconoscimenti
- Premio Oscar
  - 1948 – Miglior attore non protagonista per Il miracolo della 34ª strada
  - 1951 – Candidatura al miglior attore non protagonista per L'imprendibile signor 880

- Golden Globe
  - 1948 – Miglior attore non protagonista per Il miracolo della 34ª strada
  - 1951 – Miglior attore non protagonista per L'imprendibile signor 880

## Doppiatori italiani
- Mario Besesti in Le chiavi del paradiso, Amore sotto i tetti, L'imprendibile signor 880, Si può entrare?, Assalto alla Terra, La congiura degli innocenti, Calabuig
- Amilcare Pettinelli in Il miracolo della 34ª strada, Vita col padre, Lo scandalo della sua vita, Amo Luisa disperatamente, Sally e i parenti picchiatelli, I miserabili
- Corrado Racca in Orgoglio e pregiudizio, Un americano a Eton, Torna a casa, Lassie!, Il delfino verde
- Mario Gallina in Il prigioniero di Amsterdam
- Cesare Fantoni in Tutta una vita
- Olinto Cristina in Allegri esploratori
- Bruno Persa in Il diavolo è femmina (ridoppiaggio)
- Giorgio Piazza in Orgoglio e pregiudizio (ridoppiaggio)
- Antonio Guidi in Torna a casa, Lassie! (ridoppiaggio)
- Elio Pandolfi in Il miracolo della 34ª strada (ridoppiaggio)